# Tyson Fury vs. Oleksandr Usyk
Tyson Fury vs. Oleksandr Usyk, anunciado como Ring of Fire, fue un combate de boxeo profesional de peso pesado disputado entre el campeón de peso pesado del WBC y Lineal, Tyson Fury, y el campeón unificado de peso pesado de la WBA, IBF, WBO, IBO y The Ring, Oleksandr Usyk, por el campeonato indiscutido de peso pesado. Estaba programado para llevarse a cabo el 17 de febrero de 2024 en el Kingdom Arena en Riad, Arabia Saudita, pero fue pospuesto debido a una lesión facial sufrida por Fury durante el entrenamiento. Fue reprogramado al día siguiente y se llevó a cabo el 18 de mayo de 2024 en el mismo lugar.

## Antecedentes y preparación
La pelea coronó al primer campeón indiscutido de peso pesado desde Lennox Lewis en 2000, así como el primero en la era de los cuatro cinturones. Además de los cuatro cinturones sancionados, se hicieron cinturones conmemorativos especiales específicamente para la pelea del 18 de mayo de 2024. Queensbury Promotions hizo un cinturón de edición especial para el campeón indiscutido de peso pesado. Además, el WBC también hizo el cinturón Fury-Usyk, que fue bendecido por el Papa Francisco, el líder de la Iglesia Católica Romana.
El 25 de octubre de 2023, Fury y Usyk acudieron a las redes sociales para anunciar que habían firmado para un combate, con una fecha del 23 de diciembre siendo reportada pero no anunciada oficialmente. También se informó que Anthony Joshua vs Deontay Wilder sería la pelea coestelar. El 28 de octubre, después de que Fury derrotara al ex campeón de peso pesado de UFC, Francis Ngannou, exigió que el combate con Usyk fuera pospuesto debido a las lesiones que sufrió en la pelea, a pesar de que Usyk afirmaba que estaban contratados para el 23 de diciembre de 2023. El 29 de octubre, se anunció que la pelea tendría lugar a principios de 2024.
El 16 de noviembre, se anunció oficialmente que el combate tendría lugar el 17 de febrero de 2024 en Riad, Arabia Saudita, con una conferencia de prensa de lanzamiento en Londres. La pelea fue oficialmente pospuesta el 2 de febrero de 2024, con la idea de reprogramarla para 2024 una vez que un médico pudiera determinar el tiempo de recuperación para un corte sufrido por Tyson Fury en el entrenamiento. El promotor de Fury, Queensberry Promotions, confirmó la lesión. Toda la cartelera fue reprogramada para el 18 de mayo de 2024; la decisión fue tomada rápidamente por el organizador del evento en Arabia Saudita, Turki Alalshikh.

## Cartelera
1. ↑  Por los títulos de peso pesado de la WBA (Super), WBC, IBF, WBO, IBO, The Ring y Lineal.
2. ↑  Por los titulos de peso crucero de The Ring y Vacante IBF.
3. ↑  Por los titulos de peso superpluma de la IBF y IBO.

## Pelea
Fury hizo alarde durante el primer asalto, mientras Usyk conectaba un gancho de izquierda, ganando el asalto 10-9 según los tres jueces. En los asaltos segundo y tercero, Usyk avanzó mientras Fury retrocedía, manteniendo la pelea pareja. Fury tomó impulso en el cuarto asalto con uppercuts y en el quinto comenzó a avanzar, centrado en golpes al cuerpo de Usyk. Continuó con ganchos al cuerpo y la nariz de Usyk en el sexto asalto. En el séptimo, aunque Fury empezó dominando, Usyk lanzó mejores golpes a la cabeza. Los jueces dieron los asaltos quinto, sexto y séptimo a Fury, 10-9.
En el octavo asalto, Usyk conectó un golpe de derecha que lastimó el ojo de Fury, quien sangró y se vio afectado en el noveno asalto. Usyk conectó una serie de 14 golpes sin respuesta, incluidos varios izquierdazos, durante los cuales y después de que Fury se tambaleara y tropezara con las cuerdas del ring, lo que lo mantuvo en pie. El árbitro registró esto como una caída y le dio a Fury una cuenta de ocho.
En el décimo asalto, Usyk no apresuró su ventaja, permitiendo que Fury se recuperara, aunque Usyk continuó lanzando golpes ocasionales. Los jueces puntuaron los asaltos octavo, noveno y décimo 10-9, 10-8 y 10-9 para Usyk.
En el undécimo asalto, Usyk siguió conectando golpes de izquierda, pero Fury mostró recuperación para contraatacar. En el duodécimo y último asalto, Fury regresó con algunos golpes de derecha y los jueces registraron que ganó por unanimidad 10–9. La pelea se decidió en las tarjetas de los jueces, con Usyk derrotando a Fury por decisión dividida: 115-112, 114-113 y 114-113 para Usyk.

### Estadísticas
| Golpes           | Golpes     | Fury | Usyk |
| ---------------- | ---------- | ---- | ---- |
| Jabs             | Acertados  | 62   | 48   |
| Jabs             | Lanzados   | 286  | 147  |
| Jabs             | Porcentaje | 22%  | 33%  |
| Poder            | Acertados  | 95   | 122  |
| Poder            | Lanzados   | 210  | 260  |
| Poder            | Porcentaje | 45%  | 47%  |
| Total            | Acertados  | 157  | 170  |
| Total            | Lanzados   | 496  | 407  |
| Total            | Porcentaje | 32%  | 42%  |
| Fuente: CompuBox |            |      |      |

## Post-pelea
Usyk se rompió en lágrimas en el ring después de que se anunciara su victoria y la dedicó a su familia, su equipo y al pueblo de Ucrania. Después de la pelea, Fury comentó: "Creo que él ganó algunos de los rounds, pero yo gané la mayoría de ellos... Su país está en guerra, así que la gente se pone del lado del país en guerra, pero no se equivoquen, gané esa pelea... Volveré. Tengo una cláusula de revancha." Fury planteó la posibilidad de una revancha "en octubre", y finalmente declaró: "¡Feliz Año Nuevo!" Usyk respondió a Fury, diciendo: "Si él quiere, estoy listo para una revancha." Usyk sufrió una posible fractura de mandíbula durante el combate y fue al hospital después de su conferencia de prensa.

## Emisoras
DAZN PPV cubrió la pelea a nivel mundial. Los espectadores en los países de Oriente Medio y África del Norte pudieron ver el evento a través de Webook. En el Reino Unido e Irlanda, la pelea se transmitió en vivo en los canales Sky y TNT Sports Box Office de PPV. En Ucrania, la pelea se transmitió en vivo por MEGOGO. En los Estados Unidos, la pelea se transmitió en vivo a través de ESPN+ PPV.